# Darko Todorović
Darko Todorović (Bijeljina, 5 maggio 1997) è un calciatore bosniaco, difensore dell'Achmat Groznyj.

## Caratteristiche tecniche
È un terzino destro, che può giocare sulla fascia opposta è dotato di un'ottima corsa e buona tecnica individuale.

## Carriera

### Club
Cresciuto nelle giovanili dello Sloboda Tuzla, ha esordito in prima squadra, l'11 aprile 2015 in occasione del match perso 1-0 contro lo Zrinjski Mostar.
Il 10 luglio 2018 viene acquistato dagli austriaci del Salisburgo, con il quale firma un contratto quadriennale. L'11 agosto 2020 si trasferisce in prestito con diritto di riscatto nell'Hajduk Spalato. Il 16 agosto fa il suo debutto con i Bili, subentra nel secondo tempo dell'incontro di campionato vinto 2-0 contro l'Istria 1961, regalando l'assistenza a Ádám Gyurcsó per la seconda rete della partita. Il 1º giugno 2021 il club spalatino annuncia l'intenzione di non far valere il diritto di riscatto nei confronti del giocatore. Il 3 settembre 2021 viene ceduto in prestito all'Achmat Groznyj con decorso a termine della stagione.

### Nazionale
Ha esordito con la Bosnia, il 28 gennaio 2018 in occasione dell'amichevole pareggiata 0-0 contro gli Stati Uniti.

## Statistiche

### Presenze e reti nei club
Statistiche aggiornate al 2 settembre 2018.
| Stagione             | Squadra              | Campionato           | Campionato | Campionato | Coppe nazionali | Coppe nazionali | Coppe nazionali | Coppe continentali | Coppe continentali | Coppe continentali | Altre coppe | Altre coppe | Altre coppe | Totale | Totale | Totale |
| Stagione             | Squadra              | Comp                 | Pres       | Reti       | Comp            | Pres            | Reti            | Comp               | Pres               | Reti               | Comp        | Pres        | Reti        | Pres   | Reti   |        |
| -------------------- | -------------------- | -------------------- | ---------- | ---------- | --------------- | --------------- | --------------- | ------------------ | ------------------ | ------------------ | ----------- | ----------- | ----------- | ------ | ------ | ------ |
| 2014-2015            | Sloboda Tuzla        | PL                   | 1          | 0          | CB              | 0               | 0               | -                  | -                  | -                  | -           | -           | -           | 1      | 0      |        |
| 2015-2016            | Sloboda Tuzla        | PL                   | 2          | 0          | CB              | 0               | 0               | -                  | -                  | -                  | -           | -           | -           | 2      | 0      |        |
| 2016-2017            | Sloboda Tuzla        | PL                   | 16         | 1          | CB              | 3               | 1               | UEL                | 0                  | 0                  | -           | -           | -           | 19     | 2      |        |
| 2017-2018            | Sloboda Tuzla        | PL                   | 29         | 2          | CB              | 6               | 0               | -                  | -                  | -                  | -           | -           | -           | 35     | 2      |        |
| Totale Sloboda Tuzla | Totale Sloboda Tuzla | Totale Sloboda Tuzla | 48         | 3          |                 | 9               | 1               |                    | 0                  | 0                  |             | -           | -           | 57     | 4      |        |
| 2018-2019            | Salisburgo           | BL                   | 4          | 0          | ÖC              | 1               | 0               | UCL                | 0                  | 0                  | -           | -           | -           | 5      | 0      |        |
| Totale carriera      | Totale carriera      | Totale carriera      | 52         | 3          |                 | 10              | 1               |                    | 0                  | 0                  |             | -           | -           | 62     | 4      |        |

### Cronologia presenze e reti in nazionale
| Cronologia completa delle presenze e delle reti in nazionale ― Bosnia ed Erzegovina | Cronologia completa delle presenze e delle reti in nazionale ― Bosnia ed Erzegovina | Cronologia completa delle presenze e delle reti in nazionale ― Bosnia ed Erzegovina | Cronologia completa delle presenze e delle reti in nazionale ― Bosnia ed Erzegovina | Cronologia completa delle presenze e delle reti in nazionale ― Bosnia ed Erzegovina | Cronologia completa delle presenze e delle reti in nazionale ― Bosnia ed Erzegovina | Cronologia completa delle presenze e delle reti in nazionale ― Bosnia ed Erzegovina | Cronologia completa delle presenze e delle reti in nazionale ― Bosnia ed Erzegovina |
| Data                                                                                | Città                                                                               | In casa                                                                             | Risultato                                                                           | Ospiti                                                                              | Competizione                                                                        | Reti                                                                                | Note                                                                                |
| ----------------------------------------------------------------------------------- | ----------------------------------------------------------------------------------- | ----------------------------------------------------------------------------------- | ----------------------------------------------------------------------------------- | ----------------------------------------------------------------------------------- | ----------------------------------------------------------------------------------- | ----------------------------------------------------------------------------------- | ----------------------------------------------------------------------------------- |
| 28-1-2018                                                                           | Carson                                                                              | Stati Uniti                                                                         | 0 – 0                                                                               | Bosnia ed Erzegovina                                                                | Amichevole                                                                          | -                                                                                   | 75’                                                                                 |
| 31-1-2018                                                                           | San Antonio                                                                         | Messico                                                                             | 1 – 0                                                                               | Bosnia ed Erzegovina                                                                | Amichevole                                                                          | -                                                                                   |                                                                                     |
| 28-5-2018                                                                           | Zenica                                                                              | Bosnia ed Erzegovina                                                                | 0 – 0                                                                               | Montenegro                                                                          | Amichevole                                                                          | -                                                                                   |                                                                                     |
| 1-6-2018                                                                            | Jeonju                                                                              | Corea del Sud                                                                       | 1 – 3                                                                               | Bosnia ed Erzegovina                                                                | Amichevole                                                                          | -                                                                                   | 76’                                                                                 |
| 11-9-2018                                                                           | Zenica                                                                              | Bosnia ed Erzegovina                                                                | 1 – 0                                                                               | Austria                                                                             | UEFA Nations League 2018-2019 - 1º turno                                            | -                                                                                   | 80’                                                                                 |
| 11-10-2018                                                                          | Rize                                                                                | Turchia                                                                             | 0 – 0                                                                               | Bosnia ed Erzegovina                                                                | Amichevole                                                                          | -                                                                                   |                                                                                     |
| 23-3-2019                                                                           | Sarajevo                                                                            | Bosnia ed Erzegovina                                                                | 2 – 1                                                                               | Armenia                                                                             | Qual. Euro 2020                                                                     | -                                                                                   |                                                                                     |
| 11-6-2019                                                                           | Torino                                                                              | Italia                                                                              | 2 – 1                                                                               | Bosnia ed Erzegovina                                                                | Qual. Euro 2020                                                                     | -                                                                                   |                                                                                     |
| 5-9-2019                                                                            | Zenica                                                                              | Bosnia ed Erzegovina                                                                | 5 – 0                                                                               | Liechtenstein                                                                       | Qual. Euro 2020                                                                     | -                                                                                   |                                                                                     |
| 8-9-2019                                                                            | Erevan                                                                              | Armenia                                                                             | 4 – 2                                                                               | Bosnia ed Erzegovina                                                                | Qual. Euro 2020                                                                     | -                                                                                   | 85’                                                                                 |
| 11-10-2020                                                                          | Zenica                                                                              | Bosnia ed Erzegovina                                                                | 0 – 0                                                                               | Paesi Bassi                                                                         | UEFA Nations League 2020-2021 - 1º turno                                            | -                                                                                   |                                                                                     |
| 15-11-2020                                                                          | Amsterdam                                                                           | Paesi Bassi                                                                         | 3 – 1                                                                               | Bosnia ed Erzegovina                                                                | UEFA Nations League 2020-2021 - 1º turno                                            | -                                                                                   | 39’                                                                                 |
| 18-11-2020                                                                          | Sarajevo                                                                            | Bosnia ed Erzegovina                                                                | 0 – 2                                                                               | Italia                                                                              | UEFA Nations League 2020-2021 - 1º turno                                            | -                                                                                   | 79’                                                                                 |
| 24-3-2021                                                                           | Helsinki                                                                            | Finlandia                                                                           | 2 – 2                                                                               | Bosnia ed Erzegovina                                                                | Qual. Mondiali 2022                                                                 | -                                                                                   |                                                                                     |
| 31-3-2021                                                                           | Sarajevo                                                                            | Bosnia ed Erzegovina                                                                | 0 – 1                                                                               | Francia                                                                             | Qual. Mondiali 2022                                                                 | -                                                                                   | 77’                                                                                 |
| 2-6-2021                                                                            | Sarajevo                                                                            | Bosnia ed Erzegovina                                                                | 0 – 0                                                                               | Montenegro                                                                          | Amichevole                                                                          | -                                                                                   | 64’                                                                                 |
| Totale                                                                              |                                                                                     | Presenze                                                                            | 16                                                                                  |                                                                                     | Reti                                                                                | 0                                                                                   |                                                                                     |

## Palmarès

### Club

#### Competizioni nazionali
- Campionato austriaco: 1

Salisburgo: 2018-2019
- Coppa d'Austria: 1

Salisburgo: 2018-2019